# Celia Levi
Pour les articles homonymes, voir Levi.
Celia Levi, née en 1981 est une autrice française. Elle publie son premier roman Les insoumises en 2009. En 2020, paraît son quatrième roman La Tannerie.

## Analyse de ses publications
Son premier roman Les Insoumises, un roman épistolaire, est aussi décrit comme un roman d'apprentissage, il met en scène deux jeunes femmes, l'une, Louise, à Paris, l'autre, Renée en Italie. Louise est une jeune fille farouchement révoltée contre la société qui cherche à s'engager politiquement, Renée elle, cherche surtout le plaisir. Mais leurs illusions à toutes deux vont s'étioler. 
En 2010 paraît Intermittences dans lequel un jeune peintre court les plateaux de cinéma et la figuration pour obtenir son quota d'heures et le statut d'intermittent. Il est donc obligé de composer entre ses aspirations et la nécessité de gagner sa vie. 
Dans Dix yuans un kilo de concombres, paru en 2014,  Celia Levi change de cadre : son troisième roman se déroule à Shanghai, ville dans laquelle elle a séjourné une année. Le personnage principal et sa famille sont menacés d'expropriation dans une ville qui sous couvert de modernité chasse les plus pauvres.
En août 2020, son quatrième roman La Tannerie paraît. Son personnage principal est une jeune bretonne montée à Paris pour être libraire mais elle devient « accueillante » dans un lieu culturel installé dans une ancienne tannerie. Celia Levi décrit à travers son personnage  la précarité des personnes qui travaillent dans la culture, la fausseté des relations, les inégalités, les dégâts du libéralisme et les luttes sociales personnelles et collectives notamment le mouvement contre la loi travail,.   
Le livre est bien accueilli par la critique, qui évoque, comme pour son premier roman Les Insoumises, un roman d'apprentissage. Le nom de Gustave Flaubert et de deux de ses romans, Madame Bovary et L'Education sentimentale est cité par les critiques ,. Cela Levi exprime son rapport ambigu à Flaubert dans un article pour Le Nouvel Observateur: « Il faudrait fuir Flaubert… ». Elle explique que comme un « auteur scolaire » « référence fossilisée » il faudrait le fuir tout en ajoutant : « C’est oublier que l’on ne choisit pas ses références, on y puise malgré soi. »  

## Ouvrages
- Les insoumises : roman, Auch, Tristram, janvier 2009, 181 p. (ISBN 978-2-907681-71-1)
- Intermittences : roman, Auch, Tristram, août 2010, 123 p. (ISBN 978-2-907681-83-4)
- Dix yuans un kilo de concombres, Auch, Tristram, janvier 2014, 246 p. (ISBN 978-2-36719-018-1)

- La Tannerie : roman, Auch, Tristram, août 2020, 384 p. (ISBN 978-2-36719-078-5)